# Andrei Jefimowitsch Botschkin
Andrei Jefimowitsch Botschkin (russisch Андрей Ефимович Бочкин; * 17. Oktoberjul. / 30. Oktober 1906greg. im Dorf Ijewlewo, Rajon Rameschki; † 16. Oktober 1979 in Moskau) war ein sowjetischer Wasserbauingenieur.

## Leben
Botschkin stammte aus einer Bauernfamilie und war das jüngste von 11 Kindern. Er besuchte verschiedene Dorfschulen, arbeitete früh und begann mit 17 Jahren sich propagandistisch zu betätigen. Er arbeitete im Komsomol-Ujesd-Komitee mit sowie in Redaktionen Twerer Zeitungen und in der Agrarindustrie-Abteilung des Twerer Stadtkomitees der KPdSU. 1927–1928 war er Sekretär des Parteikomitees der Textilfabrik in Wyschni Wolotschok.
Ab 1929 studierte Botschkin am Moskauer Institut für Wasserwirtschaft und Melioration in der Fakultät für Wasserbau. 1933 absolvierte er das Betriebspraktikum im Dnepr-Wasserkraftwerk.
Nach dem Parteiaufruf zur Kollektivierung der Landwirtschaft beteiligte sich Botschkin an der Gründung der ersten Kolchosen in Westsibirien (1928–1929, 1934–1935). Auf eigenen Wunsch wurde er 1936 zum Bau des Nickel-Kombinats in Orsk versetzt, wo er Parteikomitee-Sekretär und dann Obervorarbeiter beim Bau der Eisenbahnstrecke von der Orsker Siedlung Nickel zur Nowotroizker Siedlung Akkermanowka war.
Ab 1937 leitete Botschkin als Chefingenieur den Bau des Busuluk-Bewässerungssystems mit zwei Talsperren und des Kutuluk-Stausees im Rajon Borskoje. 1940 wurde er Leiter der Hauptverwaltung für Wasserwirtschaft des Volkskommissariats für Landwirtschaft der UdSSR.
Im Deutsch-Sowjetischen Krieg war Botschkin nach der Ausbildung in der Kuibyschew-Militärakademie für Pioniertruppen 1941–1942 Major der Ingenieurtruppen der Karelischen Front und der 2. Weißrussischen Front. Er wurde verwundet und baute 1942 8 km von der vordersten Linie entfernt sein erstes  Miniwasserkraftwerk für die Armee. Er nahm an den Kämpfen in Polen, Dänemark und Deutschland teil und beendete den Krieg als Oberstleutnant.
Ab 1945 leitete Botschkin den Bau des Newinnomyssker Kanals und des Swistucha-Wasserkraftwerks des Newinnomyssker Kanals im Rajon Kotschubejewskoje. 1950 wurde er Leiter der Bauhauptverwaltung des Kachowka-Kanals, der aus dem Kachowkaer Stausee das Kachowka-Bewässerungssystem versorgt, und des Nord-Krim-Kanals zur Bewässerung der Krim. 1953 wurde er Leiter der AngaraGESstroi für den Bau des Irkutsker Wasserkraftwerks an der Angara.
Ab 1959 leitete Botschkin die Bauverwaltung KrasnojarskGESstroi für den Krasnojarsker Stausee und die Stadt Diwnogorsk. Gleich zu Beginn der dortigen Tätigkeit entschied er, statt des bisher üblichen leichten bogenförmigen Staudamms einen schweren monolithischen Damm zu bauen, statt des kontinuierlichen Einbringens des Betons in den Dammkörper klassisch zu betonieren, den Generalplan für den Bau der Stadt Diwnogorsk zu ändern und den Jenissei während der Zeit des geringsten Wasserdurchflusses im Winter abzusperren. Am 25. März 1963 wurde der Jenissei erstmals für 6,5 Stunden unterbrochen. Beim Bau des Krasnojarsker Wasserkraftwerks waren am Höhepunkt der Arbeiten 21000 Menschen beschäftigt. Die Leitung der KrasnojarskGESstroi übte er bis 1971 aus. Darauf war er Berater des Sajano-Schuschenskoje-Wasserkraftwerks.
Als Mitglied der KPdSU seit 1925 war Botschkin gewählter Delegierter im XIX. (1952) und XXII. (1961) Kongress der KPdSU und Abgeordneter des Obersten Sowjets der RSFSR und der Ukrainischen SSR.
Botschkin war verheiratet und hatte zwei Töchter. Er starb am 16. Oktober 1979 in Moskau und wurde auf dem Wagankowoer Friedhof begraben.
Botschkins Namen tragen eine Straße in Irkutsk und in Diwnogorsk eine Straße und die Schule PTU No. 42. Am 2. Februar 2008 wurde in Diwnogorsk ein Bronze-Botschkin-Denkmal des Bildhauers Juri Ischchanow eingeweiht.

## Ehrungen
- Rotbannerorden (1944)[6]
- Orden des Vaterländischen Krieges I. Klasse (1944), II. Klasse (1945)[6]
- Leninorden (1949, 1958, 1973)[6]
- Held der sozialistischen Arbeit mit Goldmedaille Hammer und Sichel und Leninorden (1960)[3][6]
- Verdienter Baumeister der RSFSR (1966)[6]
- Orden des Roten Banners der Arbeit (1966)[6]
- Ehrenbürger der Stadt Diwnogorsk (1971)[3][6]
- Leninpreis im Bereich Wissenschaft und Technik (1973 zusammen mit A. A. Beljakow, S. S. Kusminski, J. J. Liskun, W. W. Romanow und N. W. Chlebnikow)[6]